# Schieferbrüche am Bocksberg
Das Naturschutzgebiet Schieferbrüche am Bocksberg liegt im Landkreis Saalfeld-Rudolstadt in Thüringen. Es erstreckt sich nördlich von Zopten, einem Ortsteil der Gemeinde  Probstzella. Nordöstlich fließt die Loquitz, ein Nebenfluss der Saale, und verläuft die B 85. Die Landesstraße L 1098 und die Landesgrenze zu Bayern verlaufen südlich.

## Bedeutung
Das 60,3 ha große Gebiet mit der NSG-Nr. 281  wurde im Jahr 1997 unter Naturschutz gestellt. 